# Eskisarıbey, Karacabey
Eskisarıbey là một xã thuộc huyện Karacabey, tỉnh Bursa, Thổ Nhĩ Kỳ. Dân số thời điểm năm 2011 là 389 người.